# Kristina Hillmann

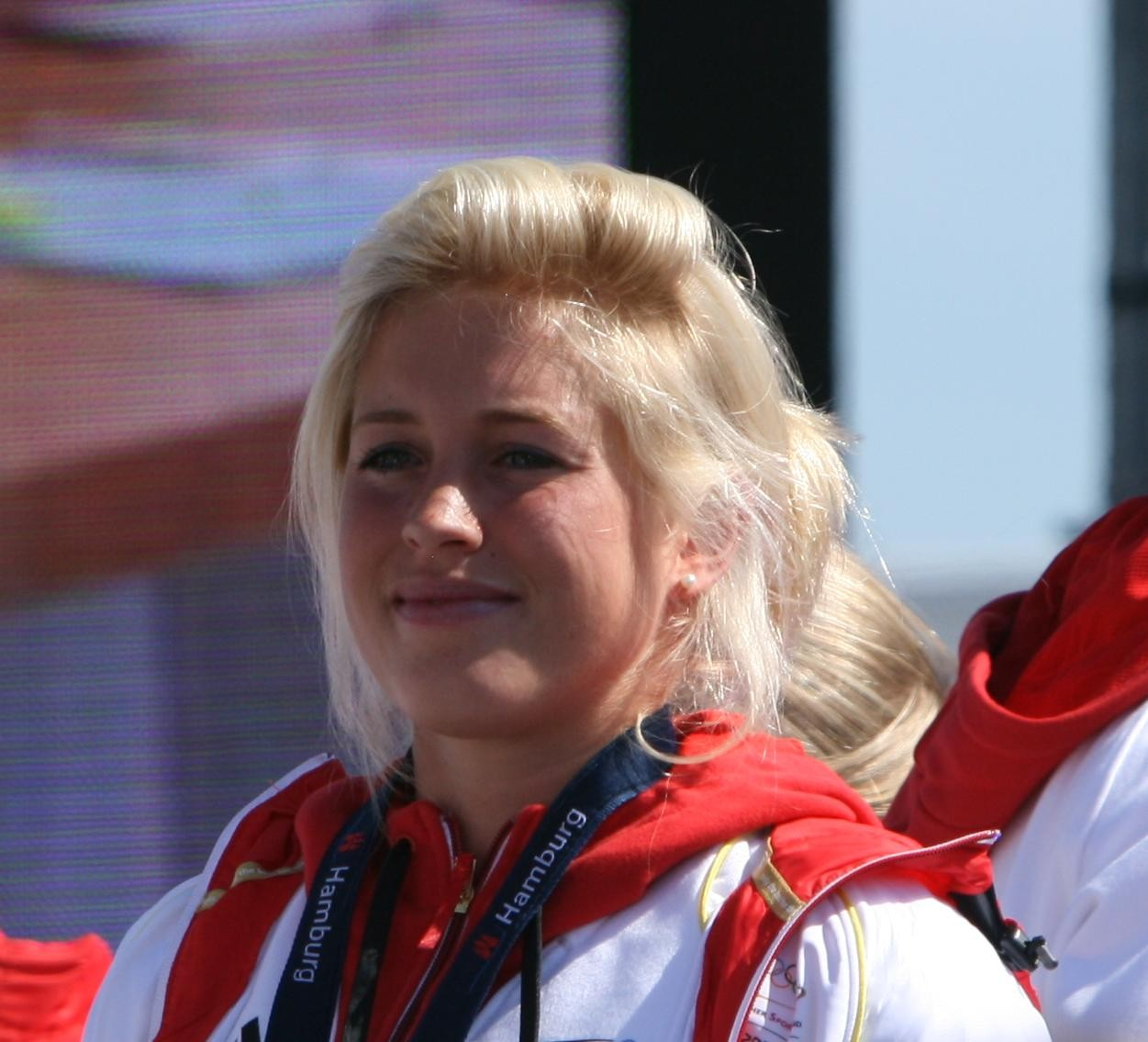
Kristina Hillmann beim Empfang der Olympioniken 2012 in Hamburg

Kristina Hillmann (* 5. September 1991 in Basel) ist eine deutsche Hockeyspielerin und Ärztin.

## Karriere
Hillmann war 2006 erstmals in Jugendmannschaften für den Deutschen Hockey-Bund aktiv. 2009 belegte sie mit der deutschen Mannschaft den zweiten Platz bei der U18-Europameisterschaft. Am 13. Juni 2011 debütierte die Mittelfeldspielerin in der deutschen Hockeynationalmannschaft. 2011 und 2012 nahm sie an der Champions Trophy teil, bei der die deutsche Mannschaft 2012 den vierten Platz belegte.
2014 nahm Hillmann an der Weltmeisterschaft in Den Haag (8. Platz) und an der Champions Trophy in Mendoza (7. Platz) teil. 2015 war sie Teilnehmerin der 4. Hallenhockeyweltmeisterschaft in Leipzig (2. Platz) und mit 9 Toren erfolgreichste deutsche Torschützin.
Hillmann hat 113 Länderspiele absolviert und insgesamt 31 Tore (17 Feld, 14 Halle) erzielt.(Stand 30. August 2015)
Sie begann beim Club zur Vahr in Bremen und wechselte 2008 zum Uhlenhorster HC, mit dem sie 2009 und 2011 sowie 2015 (Feldhockey) und 2014 (Hallenhockey) Deutsche Meisterin wurde.
Im Anschluss an die Hallenweltmeisterschaft in Leipzig gewann sie mit dem Uhlenhorster Hockey Club den Euro Hockey Indoor Club Champions Cup 2015 in Šiauliai (Litauen) im Endspiel gegen den Club Campo de Madrid.
Für ihre sportliche Leistung wurde Hillmann im März 2015 als Bremer Sportlerin des Jahres 2014 ausgezeichnet.
Sie besuchte das Ökumenische Gymnasium zu Bremen und studierte anschließend Physiotherapie und Medizin in Hamburg.